# Arato de Sicião
Arato de Sicião (em grego:  Άρατος ο Σικυώνιος; Sicião, 271 a.C. – Égio, 213 a.C.) foi um estadista da cidade-Estado  grega de Sicião e líder da Liga Aqueia. Depôs o tirano siciliano Nícocles em 251 a.C. Arato foi defensor da unidade grega e trouxe Sicião para a Liga Aqueia, que conduziu até à sua máxima extensão. Foi eleito estratego inúmeras vezes e liderou os aqueus contra os macedônios, os etolianos e os espartanos. Depois que os espartanos derrotaram e quase destruíram as cidades da Liga Aqueia, Arato pediu a Antígono Dóson da Macedônia para ajudá-lo na luta contra os etolianos e os espartanos. Após a morte de Antígono em 222 a.C., Arato não conseguiu se dar bem com Filipe V da Macedônia, que queria fazer com que a Liga Aqueia fosse subordinada à Macedônia. Políbio e Plutarco registraram que Filipe envenenou Arato.

## Juventude
Arato nasceu em 271 a.C. em Sicião. Seu pai, Clínias, estava governando esta cidade como magistrado. Clínias tinha a missão de pacificar o país após o término de uma longa sucessão de tiranos.
Em 264 a.C., Abantidas liderou uma nova revolta. Clínias foi morto. Abantidas procurou matar Arato, que na ocasião tinha sete anos de idade. Arato escapou depois de fugir para a casa de Soso, irmã de Abantidas, que tinha sido casada com Profanto (irmão de Clínias). Ela ficou emocionalmente tão envolvida com o destino da criança, que a escondeu até o anoitecer, e então a enviou para Argos.
Em Argos, Arato foi educado com as noções liberais de outros exilados, muitos dos quais tinham sido amigos de sua família. Arato cresceu odiando a tirania. Arato frequentou também regularmente a palestra de Argo, desenvolvendo um corpo atlético, visto em estátuas. Ganhou até uma vez o pentatlo.
Logo, Arato tornou-se um líder político no exílio. Era admirado pelo seu nascimento aristocrático e seu entusiasmo.

## Libertando Sicião

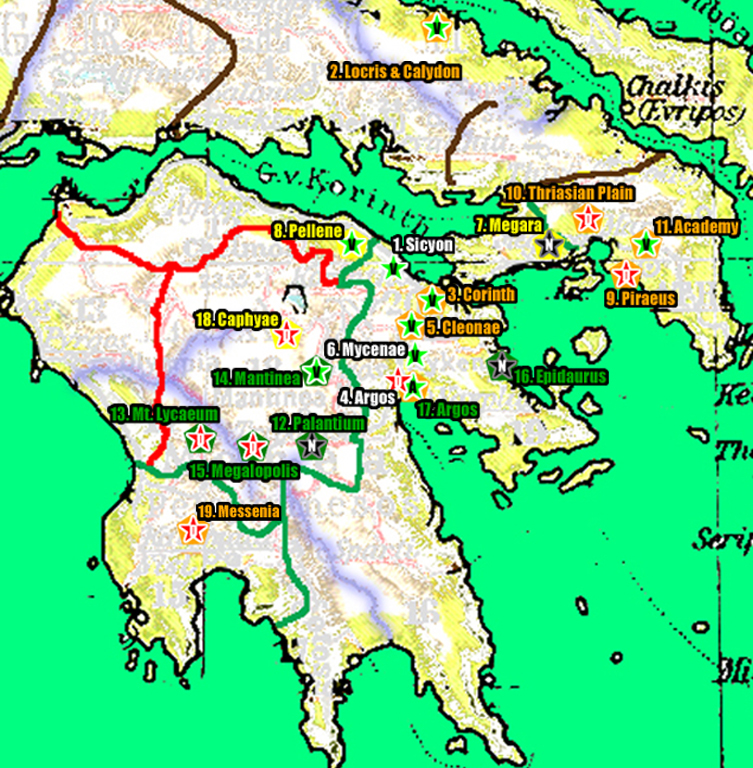
Destaques da vida de Arato. Os locais estão numerados em ordem cronológica.

Neste tempo, Nícocles era o atual tirano de Sicião. Seu reinado tinha começado há quatro meses, e era marcado pela brutal repressão de toda a oposição. Ele temia Arato e contratou espiões para segui-lo em Argos.
Arato analisava o seu futuro, e nada na Macedônia, com rei Antígono II, nem no Egito, com o rei Ptolemeu II, parecia promissor. Consequentemente, Arato decidiu libertar Sicião com a ajuda dos outros exilados. A revolta tinha que ser rápida, evitando qualquer conflito prolongado, que não podiam manter.
Em 251 a.C., Arato e seus homens entraram em Sicião tranquilamente à noite, escalando a parede íngreme no lado rochoso com escadas. Logo antes do amanhecer, Arato prendeu os guardas, e deu ordens para que se espalhasse a notícia da revolta a fim de que a população local pudesse participar. Ao amanhecer, todos os habitantes de Sicião cercaram o palácio e, depois de um arauto os ameaçar, as pessoas invadiram o palácio, que foi incendiado. As chamas podiam ser vistas de Corinto, doze quilômetros de distância. Nícocles escapou através de uma passagem subterrânea. Arato dividiu o espólio do palácio entre seus soldados e o povo. Apenas um cidadão morreu em sua revolta.

### Pacificando Sicião
Arato trouxe a maior parte dos exilados da volta, mas após cinquenta anos de tirania, a maioria dos exilados se tornou indigentes. Eles reivindicaram suas antigas propriedades que lhes haviam sido tomadas à força. Temendo uma guerra civil, Arato decidiu que Sicião se juntaria à Liga Aqueia. Sicião perdeu sua condição dórica por causa disso. Uma vez dentro da liga, Arato serviu na cavalaria.
Seus comandantes ficaram surpresos porque ele se mostrou respeitosamente submisso como o mais raso dos soldados.
Arato recorreu a Ptolemeu, rei do Egito, para ajudar Sicião. Ptolemeu era seu amigo, porque muitas vezes Arato enviou-lhe pinturas gregas, feitas por artistas famosos de Sicião, que era um importante centro de arte. Ptolemeu já havia enviado 25 talentos, mas isso não era o suficiente. Arato decidiu visitá-lo pessoalmente. Depois de uma viagem perigosa, durante a qual quase foi capturado pelos macedônios, Arato chegou ao Egito. Ptolemeu doou a Sicião 150 talentos. Isto acalmou Sicião definitivamente e os exilados erigiram uma estátua de bronze em homenagem a Arato.
O rei macedônio Antígono iniciou uma campanha de calúnia contra Arato, para destruir a amizade entre Ptolemeu e Arato. Ptolemeu enviou diplomatas para Sicião para esclarecer a questão.
Logo, ficou claro que Arato vivia exclusivamente para a prosperidade de Sicião, o que determinou que poderia ser considerado um dos seus amigos.

## O estratego aqueu
Em 245 a.C., Arato foi nomeado estratego da Liga Aqueia. Na época, os piores rivais da Liga Aqueia eram os macedônios, que tinham guarnições por todo o Peloponeso, e a Liga Etólia, que tinha feito uma aliança militar com a Macedônia. Sua primeira ação militar foi ajudar o exército da Beócia. Comandando 10.000 soldados, Arato atacou a Lócrida e Calidão.

### A captura de Corinto
Corinto tinha sido guarnecida anos antes por Filipe II da Macedônia. Arato descobriu uma maneira de libertar a cidade, com a ajuda de quatro irmãos sírios. Um deles, Ergino, havia roubado o tesouro real de Corinto e ele decidiu guardar sua fortuna em Sicião. Lá, ele revelou a Arato que Diócles, seu irmão, que era um soldado na guarnição macedônia, tinha descoberto uma parte das muralhas, que tinha apenas 4,5 metros de altura. Ela era acessível através de algumas rochas, por uma trilha escondida. Arato garantiu uma recompensa de 60 talentos para todos os quatro irmãos, penhorando as joias de prata de sua própria esposa, para cobrir o custo.
Novamente como estratego em 243 a.C., Arato conduziu 400 homens na invasão de Corinto, comandando pessoalmente os melhores 100 homens diretamente em direção à guarnição, através da passagem secreta. Os macedônios foram esmagados pelos agressores. Na manhã seguinte, a guarnição de Corinto se rendeu e todo o exército aqueu ocupou a cidade.
Arato reuniu todos os corintianos no teatro. Arato estava vestindo sua armadura e se inclinou sobre sua lança, que ele segurava em sua mão direita. Mesmo sem dizer uma só palavra, a multidão o aclamou. Arato falou em nome da Liga Aqueia, pedindo que os corintianos se juntassem a eles. Em seguida, devolveu as chaves da cidade, que tinham sido tomadas pelos macedônios. Os aqueus guarneceram Corinto com quatrocentos homens.

## Expansão da Liga
Consequentemente, Mégara, Trezena e Epidauro se revoltaram contra a Macedônia e se juntaram à Liga Aqueia. Além disso, os soldados aqueus acompanharam Arato por todo o lugar, lutando contra o rei da Macedônia. Arato invadiu a Ática e ocupou Salamina. Arato convenceu seu amigo, o rei Ptolemeu a participar da Liga Aqueia; com sua entrada o rei receberia poderes especiais.

### Um líder reconhecido
Logo, os aqueus reconheceram que o único interesse de Arato era impulsionar a grandeza da liga. Assim, apesar de ter sido proibido por lei, Arato foi nomeado estratego em anos sucessivos, de 241 a.C. até 235 a.C. Arato repetiu a máxima de que, embora uma única cidade não pudesse ser forte o suficiente, juntas dentro da Liga Aqueia, todas as cidades poderiam sobreviver como um todo.

## Contra os tiranos do Peloponeso
Além disso, Arato fez campanha contra qualquer líder tirânico do Peloponeso.

### Argos
Entre essas campanhas, a mais difícil foi contra Argos. Esta cidade tinha sofrido com uma sucessão de tiranos, e sentimentalmente Arato desejou libertar o lugar onde cresceu. Com os aqueus, Arato liderou uma série de campanhas, mas os habitantes de Argos nunca cederam, pois, já estavam acostumados a viver sob a tirania. Em uma batalha, uma lança cortou a coxa de Arato. Em Archaies Kleones, Arato teve a oportunidade de conquistar Argos através de Aristipo, mas os soldados macedônios ajudaram Aristômaco a reconquistar Argos novamente.

### Lidíadas
Lidíadas tinha sido tirano de [Megalópolis]], mas ele cedeu, restringindo seu poder e se juntando à Liga Aqueia. Em troca, Lidíadas foi nomeado estratego. Alternadamente em anos sucessivos, Arato e Lidíadas foram estrategos, de 234 a.C. até 230 a.C. Logo Lidíadas quis superar Arato dentro da Liga. Como um inimigo pessoal declarado, Lidíadas começou a fazer constantemente campanha contra ele. Porém, o conselho aqueu suspeitava do passado tirânico de Lidíadas, e ele perdeu muito de seu apoio político.

## Aliança com a Etólia
Apesar dos recentes graves confrontos, que resultaram na morte de Antígono II em 239 a.C, a Etólia, cujo líder era Pantaleão, concordou em ajudar os aqueus contra a Macedônia. Embora isto tenha sido temporário, isso significou que a poderosa Liga Aqueia atingiu o seu maior alcance territorial, cerca de 229 a.C., quase que exclusivamente devido às políticas de Arato.
Arato tentou libertar Atenas. Na planície triássia, sua perna se quebrou, mas ele continuou no local usando uma maca. Mais tarde, foi capturado pela Academia de Atenas e perdoado pelo povo local. Posteriormente, Arato convenceu Diógenes, o comandante macedônio local, a vender Pireu, Muniquia, Salamis, e Sunião, que estavam até então sob o domínio da Macedônia, para os atenienses, por 150 talentos (20 dos quais foram pagos por Arato).
Ao ouvir estas notícias, Egina, Ermioni, e a maioria das cidades da Arcádia juntaram-se à Liga Aqueia. Além disso, por insistência de Arato, Aristômaco trouxe Argos para a Liga e ele foi nomeado estratego. Fliunte se juntou também à Liga neste momento.

## Os piores anos

### Contra Esparta

Mapa da Guerra de Cleômenes

Quando Cleômenes III se tornou rei de Esparta, ele devastou as cidades do Peloponeso. A Liga Aqueia enfrentou esta ameaça, com Arato como estratego pela décima segunda vez, em 227 a.C. Arato capturou Mantineia, de surpresa, mas Cleômenes capturou Megalópolis e a fortificou.
Além disso, Cleômenes subverteu todas as instituições políticas espartanas para que ele pudesse realizar seus ataques militares com menos restrições. Consequentemente, Arato começou a corresponder-se secretamente com Antígono. Logo os macedônios eram chamados de "confederados", fortificando algumas cidades do Peloponeso novamente e fornecendo tropas para outras cidades. Por exemplo, Corinto foi reforçada por soldados macedônios embora sua guarnição fosse ainda de aqueus.
Mantineia foi conquistada e, em seguida, Cleômenes exigiu ser nomeado estratego. O conselho aqueu convidou-o para ir até Argos para participar das negociações, mas Cleômenes levou todo o seu exército para Lerna, que estava a uma distância de quatro quilômetros de Argos. Isto alarmou Arato e ele sugeriu a Cleômenes que, como "bons amigos", apenas 300 espartanos poderiam entrar em Argos. Cleômenes se sentiu ofendido com a oferta e, no Conselho aqueu, os dois discutiram tanto até chegar o ponto de Cleômenes formalmente declarar guerra à Liga.
Esparta capturou mais cidades aqueias e Arato viu sua Liga desmoronar. Arato recebeu ordens para administrar a Liga. Assim, ele executou pessoas, em Sicião e em Corinto. Os corintianos tentaram sequestrar Arato mas não conseguiram. Posteriormente, Corinto entregou-se voluntariamente a Esparta. A cidade foi guarnecida e mais tarde fortificada.
Etólia e Atenas negaram-se a dar assistência à Liga. Arato, que ainda estava sendo nomeado anualmente estratego, tornou-se uma figura política grega fraca, sem poder nem esperança.
Porém, Cleômenes demonstrou muitas cortesias para com Arato, desejando congraçar-se com a Liga. As propriedades de Arato em Corinto não foram tocadas, e Cleômenes ofereceu-lhe uma pensão de 12 talentos. Arato se recusou a aceitar esses presentes e irritado com esta recusa Cleômenes lançou uma invasão maciça do território de Sicião.

### Contra a Etólia
Ele foi completamente derrotado pelos etólios em Cafias em 220 a.C. Dois mil soldados aqueus fugiram do campo de batalha depois de, erroneamente, Arato ordenar um ataque aos etólios, que estavam melhor posicionados, ao longo de um terreno montanhoso. O Conselho aqueu criticou Arato tão mal que ele perdeu a confiança. Como resultado, os etólios foram capazes de deixar o Peloponeso sem oposição, embora Arato pudesse tê-los vencido facilmente.

## Amigo da Macedônia
Depois de três meses de cerco a Sicião, em 224 a.C. Arato considerou que a Liga Aqueia deveria ceder Sicião à Macedônia definitivamente, porque esta cidade era a sua condição para uma aliança completa. Em Égio, o conselho aqueu aprovou esta decisão. Então, alguns corintianos irritados saquearam todas as propriedades de Arato em Corinto e deram a sua residência para Cleômenes.
Arato se encontrou com Antígono III em Pegas. O rei macedônio tinha trazido 20 000 infantes e mais de 1 300 cavaleiros. Eles juraram fidelidade recíproca, embora Arato, compreensivelmente, estivesse com medo, depois de anos de guerra, e especialmente desde que a sua própria carreira começou odiando os reis anteriores macedônios. Porém, logo ele descobriu que Antígono o admirava.
Imediatamente, a renovada Liga Aqueia quebrou a ameaça espartana. Argos, Corinto, Mantineia, e todas as outras cidades foram retomadas. Cleômenes foi derrotado decisivamente em Inuntas, em 222 a.C., após o que ele fugiu para o Egito.

### Lealdade à Macedônia
Daí em diante, até sua morte, Arato subjugou suas políticas à monarquia da Macedônia. Demonstrou que, como conselheiro chefe de Antígono, era tão capaz quanto antes (como um funcionário democrático). De fato, Arato tornou-se o preferido de Antígono. Entre outras coisas, Mantineia foi renomeada "Antigoneia", por Arato.
Algum tempo antes da aliança, Arato tinha feito um sacrifício onde duas vesículas siamesas foram encontradas. A interpretação foi a de que "dois inimigos ferrenhos iriam se juntar amigavelmente". Isto foi lembrado quando, assistindo a um entretenimento em Corinto, Arato e Antígono acabaram se protegendo de um clima muito frio, sob o mesmo manto.
Porém, os habitantes do Peloponeso criticaram duramente Arato, por ele permitir que os macedônios exercessem a tortura, a execução, a pilhagem, e assim por diante de forma indiscriminada. Por exemplo, Arato testemunhou muitas estátuas que representavam antigos tiranos serem erguidas, enquanto que aquelas que representavam os líderes que libertaram Corinto serem destruídas. Entre estas, apenas uma estátua de Arato foi poupada.

### Instruindo o novo rei
Antígono retornou para a Macedônia, onde logo morreu lutando contra os ilírios. Seu sobrinho Filipe mudou-se para o Peloponeso, para viver com Arato e familiarizar-se com as pessoas locais. Em 221 a.C., Filipe V assumiu o trono e continuou a amizade que de seu tio tinha com Arato.
Em 218 a.C., os conselheiros reais de Filipe convenceram-no a apoiar Epirato, que era rival de Arato. Epirato foi eleito estratego. Porém, o rei macedônio descobriu a manobra caluniosa e puniu os conselheiros fraudulentos. O rei voltou seu apoio para Arato, e Arato foi nomeado novamente estratego, em 217 a.C.
Não mais sob a ameaça de invasão da Macedônia, a Liga Aqueia se dissolveu. A Etólia aproveitou esta situação para saquear o Peloponeso novamente, desta vez com alguma ajuda de Esparta. Arato convenceu pessoalmente Filipe para assediar de surpresa a Etólia com seu exército, em 217 a.C. A Etólia foi forçada a assinar um acordo de paz.
Com sua experiência, Arato foi a pessoa que ensinou o jovem rei a maior parte das coisas sobre as políticas e o comportamento real. Por esta razão, Arato era tão odiado pelos outros conselheiros que insultavam Arato amargamente em qualquer ocasião. Seus líderes eram Apeles e Leôncio. Posteriormente, eles foram executados pelo rei.

## Morte
No entanto, esquecendo toda a dignidade e cortesia, Filipe V tornou-se um monarca destemperado. Por exemplo, sendo cordialmente recebido na casa de Arato, ele teve um caso secreto com a nora de Arato.
Assim, por reuniões secretas, Filipe V provocou uma guerra civil caprichosamente em Messene, colocando magistrados contra demagogos. Arato não pode fazer nada para reconciliar as partes, e duzentos magistrados foram mortos. Arato censurou muito o rei  com relação a este evento. Para resolver as coisas, o rei convidou Arato para participar de um sacrifício religioso no monte Itome. Lá, Arato disse: "Você conquistou quase toda a Grécia, mas não controla as emoções das pessoas visto que as mais poderosas fortalezas de um rei são a confiança e o afeto popular".
Logo, Arato, que continuava a ser o estratego aqueu ano após ano, não queria mais falar com o rei e se recusou a participar da expedição a Epiro.
Depois de ser derrotado pelos romanos, Filipe V, retornou para o Peloponeso. O rei novamente interferiu na política de Messene e, em seguida, devastou a região, sem uma razão. Mais uma vez, Arato reagiu abertamente contra ele. Além disso, ele foi informado sobre o caso amoroso do rei com sua nora, apesar de Arato não dizer nada para seu filho.
Filipe V tornou-se completamente tirânico, e decidiu encerrar com este confronto amargo matando Arato. O rei pretendia fazer isso discretamente, durante sua ausência. Assim, o general macedônio Taurião foi designado para esta tarefa. Depois de se familiarizar com ele, Taurião administrou um veneno de efeito lento em Arato. Arato começou a sofrer de progressiva sensação de calor e tosse, enquanto seu corpo se enfraquecia lentamente, mas de forma constante.
Arato entendeu a situação, mas sabia que nada poderia ser feito politicamente. Assim, manteve silêncio. Apenas uma vez, comentou com um amigo: "Estas coisas são consequências do amor do rei". Arato morreu em Égio, em 213 a.C.
Embora as pessoas locais estivessem prontas para enterrá-lo com grande pompa, Sicião reivindicou o cadáver.
Uma vez que era proibido enterrá-lo dentro da cidade, os cidadãos consultaram o oráculo de Delfos. Eles ficaram tão felizes com a resposta que o enterro tornou-se um festival. O corpo de Arato foi enterrado no local mais visível, que foi então chamado de Arácio.